# 香農 (堪薩斯州)
香農（英語：Shannon）為位在美国堪薩斯州艾奇遜縣的非建制地區。

## 歷史
香農於1883年設立。
香農的郵政局於1882年設立，直到1941年結束營運。